# Trzeci człowiek
Trzeci człowiek (ang. The Third Man) – brytyjski film noir z 1949 w reżyserii Carola Reeda. Scenariusz napisał Graham Greene, który opublikował później również nowelę pod tym samym tytułem.

## Fabuła
Amerykanin Holly Martins, podrzędny i ubogi pisarz, udaje się do Wiednia na zaproszenie kolegi ze studiów Harry’ego Lime’a, który obiecuje mu tam dobry zarobek. Martins trafia jednak na pogrzeb Lime’a, którego na ulicy przejechał samochód. Chcąc się dowiedzieć czegoś więcej, spotyka się ze znajomymi Lime’a, którzy wydają się osobnikami z półświatka. Oficjalnie dwóch z nich zabrało zwłoki Lime’a zaraz po wypadku, jednak dozorca budynku, w którym ten mieszkał, jest pewien, że widział tam jeszcze trzeciego człowieka.
Dozorca wkrótce zostaje zamordowany. Martins w samą porę ucieka przed zabójcami. Oficer brytyjskiej policji wojskowej, major Calloway, mówi mu, że lepiej będzie, jeśli wyjedzie z Wiednia, i ujawnia, że Lime był wmieszany w działalność siatki handlującej podrabianą penicyliną na czarnym rynku. Martins jednak zostaje, starając się wyjaśnić tę sprawę i ustalić tożsamość trzeciego mężczyzny, podejrzewa bowiem, że Lime nadal żyje, poza tym podoba mu się Anna, przyjaciółka Harry’ego.
Wiedeń pokazany jest jako powojenne miasto w gruzach, pełne biedy i cynizmu, podzielone na alianckie sektory okupacyjne. Zdjęcia mają walory dokumentalne, cechuje je też wpływ niemieckiego ekspresjonizmu.

## Obsada
- Joseph Cotten jako Holly Martins
- Alida Valli jako Anna Schmidt
- Orson Welles jako Harry Lime
- Trevor Howard jako major Calloway
- Bernard Lee jako sierżant Paine
- Wilfrid Hyde-White jako Crabbin
- Erich Ponto jako doktor Winkel
- Ernst Deutsch jako 'Baron' Kurtz
- Siegfried Breuer jako Popescu
- Paul Hörbiger jako Karl
- Hedwig Bleibtreu jako gospodyni Anny
- Robert Brown jako żandarm wojskowy
- Geoffrey Keen jako żandarm wojskowy
- Alexis Chesnakov jako Brodsky
- Herbert Halbik jako Hansl
- Paul Hardtmuth jako portier
- Annie Rosar jako żona portiera
- Eric Pohlmann jako kelner

## Upamiętnienie
W 2002, chcąc wyróżnić Orsona Wellesa w roli Harry’ego Lime’a, nazwano nowo odkryty gatunek pająka Orsonwelles calx.